# Breit-Wheeler-Effekt

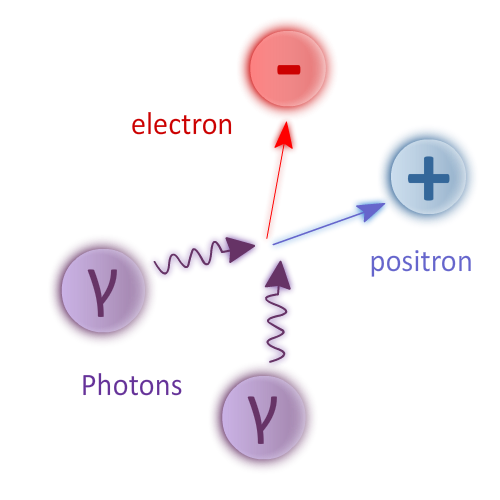
Erzeugung eines Elektron-Positron-Paares durch den Breit-Wheeler-Effekt

Der Breit-Wheeler-Effekt ist die Erzeugung von Materie und Antimaterie aus Licht ohne Notwendigkeit eines massiven Stoßpartners. Er ist somit eine Variante der Paarerzeugung und der Umkehrprozess der Annihilation. Für das leichteste geladene Elementarteilchen, das Elektron, wurde der Prozess der Erzeugung eines Elektron-Positron-Paares durch Photonenkollision von Gregory Breit und John A. Wheeler 1934 in der Physical Review beschrieben. Die Reaktionsgleichung lautet also
{\displaystyle 2\gamma \to \mathrm {e} ^{+}\mathrm {e} ^{-}}.
Für andere geladene elementare Fermion-Antifermion-Paare ist der Prozess analog, die Reaktionswahrscheinlichkeit aber aufgrund der höheren Masse geringer.
Aufgrund der Impulserhaltung kann es keinen Prozess geben, in dem nur ein einzelnes Photon ohne Stoßpartner, der Impuls aufnehmen könnte, in ein Teilchen-Antiteilchen-Paar umgewandelt wird.

## Wirkungsquerschnitt
Für den Breit-Wheeler-Effekt sind Photonen mit einer Energie notwendig, die mindestens der Ruheenergie des Elektrons {\displaystyle mc^{2}\approx 511\,\mathrm {keV} } entspricht. Die Frequenz {\displaystyle \nu } solcher Photonen beträgt mindestens 1.3e20 Hz und liegt somit im Bereich von Gammastrahlung.
Der totale Wirkungsquerschnitt {\displaystyle \sigma } für unpolarisierte Photonen beträgt im Schwerpunktsystem, das heißt, wenn beide Photonen dieselbe Frequenz haben,
{\displaystyle \sigma ={\frac {1}{2}}r_{0}^{2}\pi (1-\beta ^{2})\left[(3-\beta ^{4})\ln {\frac {1+\beta }{1-\beta }}-2\beta (2-\beta ^{2})\right]},
wobei {\displaystyle r_{0}} der klassische Elektronenradius ist und
{\displaystyle \beta ={\frac {v_{\mathrm {e} }}{c}}={\sqrt {1-\left({\frac {m_{\mathrm {e} }c^{2}}{h\nu }}\right)^{2}}}}
sich aus der Ruheenergie des Elektrons und der Energie {\displaystyle h\nu } des Photons berechnet. {\displaystyle v_{\mathrm {e} }} ist dabei die Geschwindigkeit des entstehenden Elektrons bzw. Positrons im Schwerpunktsystem.
Der Wirkungsquerschnitt hat ein Maximum bei {\displaystyle \beta \approx 0{,}7}. Im niederenergetischen Limes ({\displaystyle \beta \ll 1}), wenn die Photonenergie nur knapp über der Ruheenergie des Elektrons liegt, vereinfacht sich der Wirkungsquerschnitt zu
{\displaystyle \sigma =r_{0}^{2}\pi \beta }.
Für die Erzeugung anderer geladener Fermion-Antifermion-Paare gilt dieselbe Formel; nur die Elektronenmasse und der klassische Elektronenradius müssen entsprechend ersetzt werden.
Der Wirkungsquerschnitt ist damit nicht deutlich kleiner als der anderer Prozesse in der Elementarteilchenphysik. Die Schwierigkeit bei der Erzeugung des Breit-Wheeler-Effekts ist, dass die technisch erzeugbare Brillanz von Photonenstrahlen weitaus kleiner ist als die Luminosität in Teilchenbeschleunigern, das heißt, dass die Dichte der Teilchen, die reagieren könnten, viel geringer ist.

## Auftreten
Der Effekt liegt dem Auftreten von Paarinstabilitäts-Supernovae zugrunde.
Der direkte Nachweis gelang im Jahr 2021 am RHIC-Beschleuniger. Allerdings wird kontrovers diskutiert, inwieweit die beteiligten Photonen als „reell“ bezeichnet werden können.